# Station Weerde

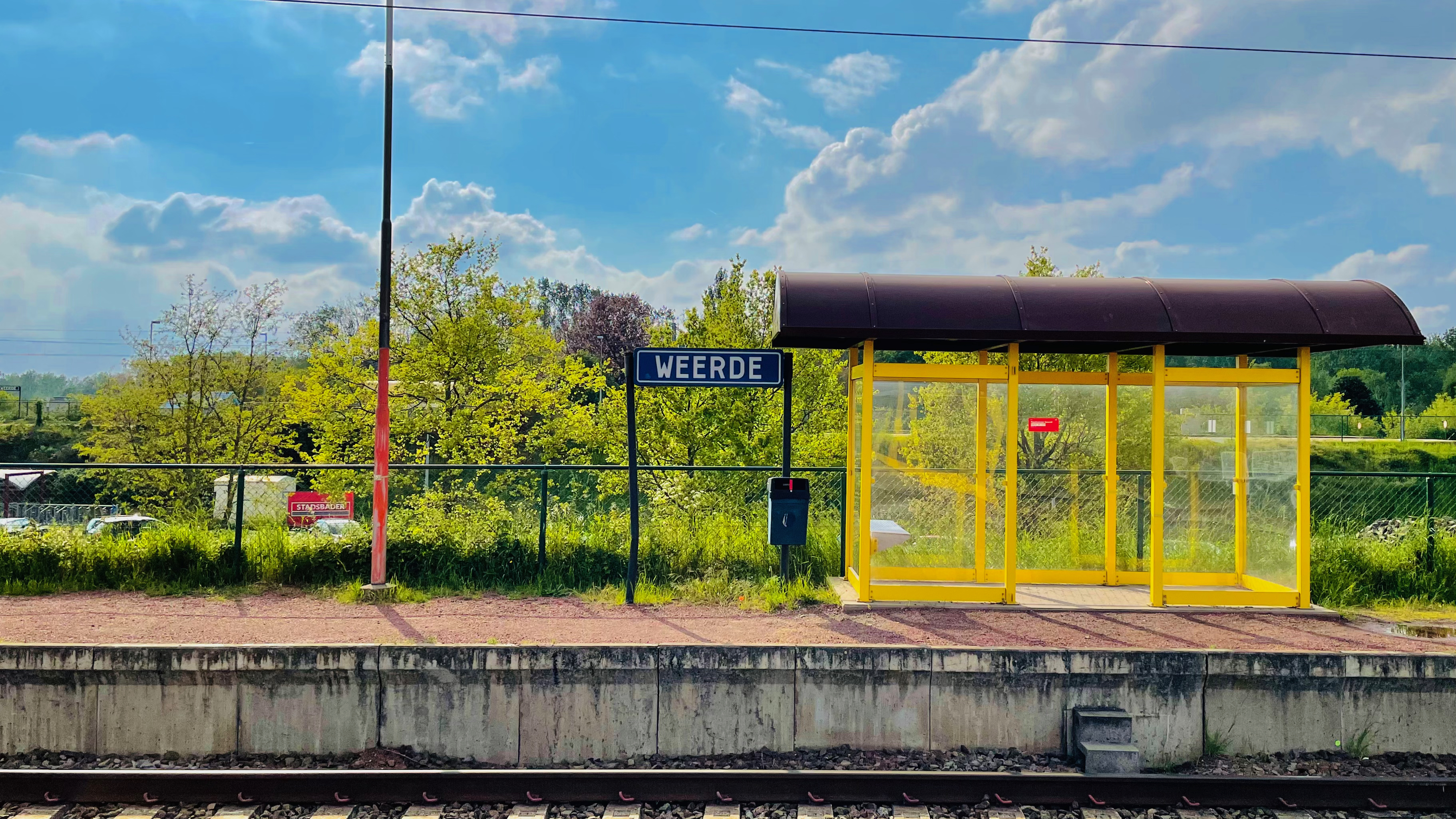
Een plaatsnaambord op een perron

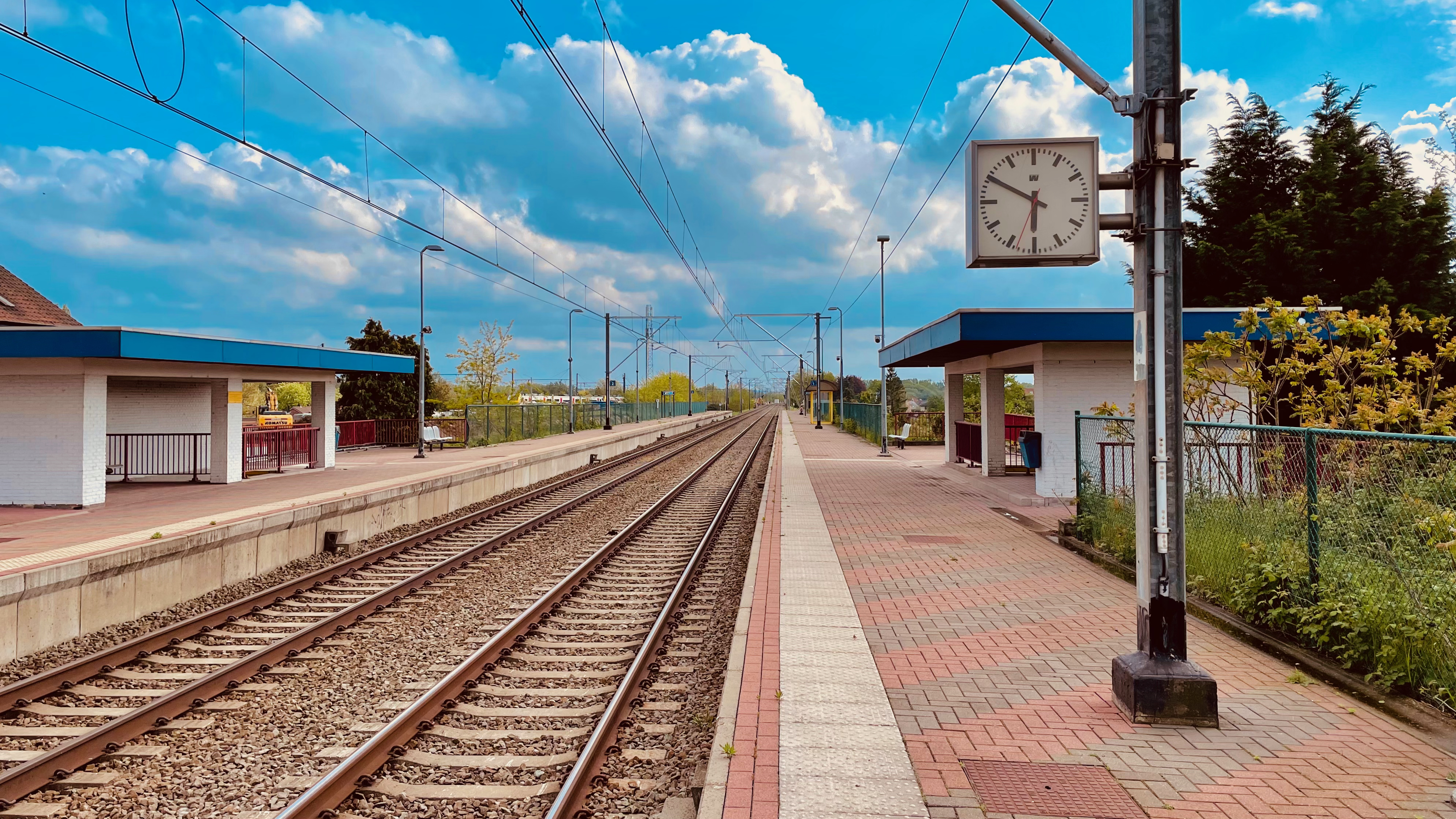
Zicht op de perrons

Station Weerde is een spoorwegstation langs spoorlijn 25 en 27 (Brussel - Antwerpen) in Weerde, een deelgemeente van de gemeente Zemst.
De twee dubbele spoorlijnen splitsen zich op bij het naderen van het station, waardoor het stationsgebouw tussen de twee spoorlijnen in ligt (dit noemt men een vorkstation). Het parkeerterrein en een van de fietsenstallingen bevinden zich daar ook. Richting Antwerpen wordt spoorlijn 27 net voor het station opgesplitst in lijn 27 (rechtstreeks naar Mechelen met halte in Weerde) en 27B (omweg naar Mechelen via Hofstade en Muizen, zonder halte in Weerde).
In 2004 kreeg het stationsgebouw een stevige opknapbeurt: de muren werden gezandstraald, deuren en ramen vervangen, centrale verwarming geïnstalleerd en de binnenmuren werden geschilderd. Toch werden in 2005 de loketten gesloten en moeten reizigers hun kaartje in de trein kopen. Later werd er een kaartjesautomaat geplaatst bij spoor 3.
Het station wordt enkel bediend door L-treinen en P-treinen.
Daarnaast heeft het station een halte van De Lijn namelijk "Weerde Station", waar buslijn 283 halte heeft.
Begin 2008 werden er overdekte fietsstallingen aangebouwd voor de reizigers. In 2009 en 2010 werden perrons 1 en 2 volledig vernieuwd.
Sinds 2015 wordt het stationsgebouw gebruikt om brasserie Mie van Bart in uit te baten.
In 2021 en 2022 werd het stationsplein van Weerde helemaal heraangelegd om verkeersconflicten te verminderen en meer parkeerplaatsen voor auto's en fietsers te voorzien. Ook werd de toegang aan de Vredelaan afgesloten voor gemotoriseerd verkeer, zodat alleen de toegang aan de Damstraat over blijft. Die toegang werd dan ook voorzien van verkeerslichten.

## Geschiedenis
Het station Weerde is gelegen langs de eerste publieke spoorlijn (Lijn 25: Mechelen-Brussel) die in België werd geopend. Destijds wilden zowel Zemst als Weerde een station. Het station werd daarom gebouwd op ongeveer gelijke afstand van beide dorpskernen. Geleidelijk aan zijn beide dorpskernen naar elkaar toe gegroeid waardoor het station zich nu tussen de huizen bevindt.
Het stationsgebouw is van het standaardtype 1895. Het vervangt een ouder station gebouwd in 1880 door de Groep Brussel-Noord. Negen stations van dit type werden gebouwd, waaronder Station Eppegem (gesloopt in 1903), Station Sint-Katelijne-Waver (gesloopt in 1931), Station Dilbeek en Station Sint-Martens-Bodegem.
In de jaren zestig werd een losstaand bijgebouw afgebroken dat dienstdeed als stapelhuis en toiletten had. Vandaag de dag staan op die plaats de fietsenstallingen bij het stationsplein.

## De toekomst
Aangezien het station Weerde deel uitmaakt van het GEN, heeft de Vlaamse Overheid gevraagd om bij station Weerde aan lijn 27B ook perrons aan te leggen.

## Treindienst
| Serie | Treinsoort             | Route                                                                                  | Bijzonderheden |
| ----- | ---------------------- | -------------------------------------------------------------------------------------- | --- |
| S 1   | S-trein Brussel (NMBS) | Charleroi-Centraal – /Nijvel – Brussel-Zuid – Weerde – Mechelen – Antwerpen-Centraal   | Op zondag een deel Brussel-Noord - Nijvel en een deel Brussel-Zuid - Antwerpen-Centraal. Tijdens de week eerste en laatste ritten van/naar Charleroi-Centraal.  |
| S 5   | GEN (NMBS)             | [ Geraardsbergen – ] Edingen – Halle – Brussel-Schuman – Vilvoorde – Weerde – Mechelen | Rijdt in de spits van/naar Geraardsbergen. Rijdt in het weekend tussen Halle en Mechelen. Rijdt tijdens de vakantieperiode 1x/u enkel tussen Halle en Mechelen. |

## Reizigerstellingen
De grafiek en tabel geven het gemiddeld aantal instappende reizigers weer op een week-, zater- en zondag.
| Tabel: aantal instappende reizigers station Weerde | Tabel: aantal instappende reizigers station Weerde | Tabel: aantal instappende reizigers station Weerde | Tabel: aantal instappende reizigers station Weerde |
|                                                    | Weekdag                                            | Zaterdag                                           | Zondag                                             |
| -------------------------------------------------- | -------------------------------------------------- | -------------------------------------------------- | -------------------------------------------------- |
| 1977                                               | 842                                                | 132                                                | 80                                                 |
| 1978                                               | 801                                                | 168                                                | 98                                                 |
| 1979                                               | 751                                                | 135                                                | 106                                                |
| 1980                                               | 772                                                | 115                                                | 110                                                |
| 1981                                               | 724                                                | 141                                                | 114                                                |
| 1982                                               | 729                                                | 128                                                | 90                                                 |
| 1983                                               | 691                                                | 11                                                 | 105                                                |
| 1984                                               | 454                                                | 59                                                 | 59                                                 |
| 1985                                               | 436                                                | 80                                                 | 62                                                 |
| 1986                                               | 470                                                | 88                                                 | 47                                                 |
| 1987                                               | 461                                                | 80                                                 | 64                                                 |
| 1988                                               | 475                                                | 53                                                 | 72                                                 |
| 1989                                               | 460                                                | 54                                                 | 41                                                 |
| 1990                                               | 415                                                | 58                                                 | 49                                                 |
| 1991                                               | 373                                                | 74                                                 | 57                                                 |
| 1992                                               | 372                                                | 70                                                 | 59                                                 |
| 1993                                               | 331                                                | 61                                                 | 42                                                 |
| 1994                                               | 403                                                | 45                                                 | 49                                                 |
| 1995                                               | 309                                                | 39                                                 | 42                                                 |
| 1996                                               | 333                                                | 70                                                 | 11                                                 |
| 1997                                               | 334                                                | 75                                                 | 35                                                 |
| 1998                                               | 336                                                | 68                                                 | 38                                                 |
| 1999                                               | 386                                                | 104                                                | 54                                                 |
| 2000                                               | 351                                                | 74                                                 | 72                                                 |
| 2001                                               | 459                                                | 74                                                 | 53                                                 |
| 2002                                               | 335                                                | 69                                                 | 59                                                 |
| 2003                                               | 378                                                | 58                                                 | 54                                                 |
| 2004                                               | 369                                                | 79                                                 | 38                                                 |
| 2005                                               | 395                                                | 102                                                | 64                                                 |
| 2006                                               | 401                                                | 85                                                 | 52                                                 |
| 2007                                               | 466                                                | 78                                                 | 64                                                 |
| 2008                                               | -                                                  | -                                                  | -                                                  |
| 2009                                               | 472                                                | 58                                                 | 53                                                 |
| 2010                                               | -                                                  | -                                                  | -                                                  |
| 2011                                               | -                                                  | -                                                  | -                                                  |
| 2012                                               | 475                                                | 67                                                 | 68                                                 |
| 2013                                               | 463                                                | 65                                                 | 46                                                 |
| 2014                                               | 518                                                | 72                                                 | 47                                                 |
| 2015                                               | 504                                                | 91                                                 | 73                                                 |
| 2016                                               | 654                                                | 62                                                 | 61                                                 |
| 2017                                               | 534                                                | 71                                                 | 86                                                 |
| 2018                                               | 638                                                | 99                                                 | 67                                                 |
| 2019                                               | 719                                                | 108                                                | 108                                                |
| 2020                                               | 303                                                | 81                                                 | 58                                                 |
| 2021                                               | -                                                  | -                                                  | -                                                  |
| 2022                                               | 619                                                | 222                                                | 127                                                |
| 2023                                               | 647                                                | 266                                                | 227                                                |
| 2024                                               | 578                                                | 204                                                | 156                                                |

0,0: Brussel-Groendreef ·
0,0: Brussel-Noord ·
2,4: Schaarbeek ·
7,3: Buda ·
9,4: Vilvoorde ·
13,6: Eppegem ·
15,9: Weerde ·
19,5: Mechelen-Kanaal ·
20,4: Mechelen ·
22,0: Mechelen-Nekkerspoel ·
26,5: Sint-Katelijne-Waver ·
28,9: Duffel ·
33,8: Kontich-Lint ·
36,2: Hove ·
38,1: Mortsel-Oude-God ·
39,7: Mortsel-Deurnesteenweg ·
39,7: Mortsel ·
41,8: Antwerpen-Berchem ·
43,8: Antwerpen-Centraal ·
47,6: Antwerpen-Luchtbal
0,0: Brussel-Noord ·
2,4: Schaarbeek ·
7,2: Machelen ·
9,4: Vilvoorde ·
13,6: Eppegem ·
15,9: Weerde ·
19,5: Mechelen-Kanaal ·
20,4: Mechelen ·
22,0: Mechelen-Nekkerspoel ·
26,5: Sint-Katelijne-Waver ·
28,9: Duffel ·
33,8: Kontich-Lint ·
36,2: Hove ·
38,2: Mortsel-Liersesteenweg ·
39,8: Mortsel ·
41,8: Antwerpen-Berchem ·
43,8: Antwerpen-Centraal